# Myiophobus inornatus
A Myiophobus inornatus a madarak (Aves) osztályának a verébalakúak (Passeriformes) rendjéhez, ezen belül a királygébicsfélék (Tyrannidae) családjához tartozó faj.

## Előfordulása
Bolívia és Peru területén honos. Természetes élőhelye a szubtrópusi és trópusi nedves hegyvidékek.